# Parco nazionale di Kirindy Mitea
Il Parco nazionale di Kirindy-Mitea è una riserva naturale di circa 72.000 ha ubicata nel Madagascar occidentale (regione di Menabe), circa 70 km a sud di Morondava.

## Territorio
La zona protetta si trova nella regione di Menabe, popolata dall'etnia Sakalava. Si affaccia sul canale del Mozambico, ed è caratterizzata dalla presenza di ecosistemi molto vari.
Dal punto di vista idrologico va segnalata la presenza dei laghi Ambondro e Sirave e del fiume Kirindy.
La zona costiera del parco è un susseguirsi di baie, spiagge, mangrovie, dune costiere, isolotti e lagune salmastre.

## Flora
Nella parte occidentale del parco si estende la foresta decidua secca di Kirindy, che verso sud cede gradualmente il passo alla foresta spinosa, a prevalenza di Didiereaceae e Euphorbiaceae.
Un inventario ancora parziale ha permesso di classificare 182 differenti specie vegetali. Tra di esse meritano di essere menzionate:
- tre specie differenti di baobab: Adansonia grandidieri, Adansonia fony e Adansonia za
- il farafatsy (Givotia madagascariensis)
- il farehitsa (Uncarina stellulifera)
- Albizia greveana, Colvillea racemosa, Hazomalania voyroni.

## Fauna

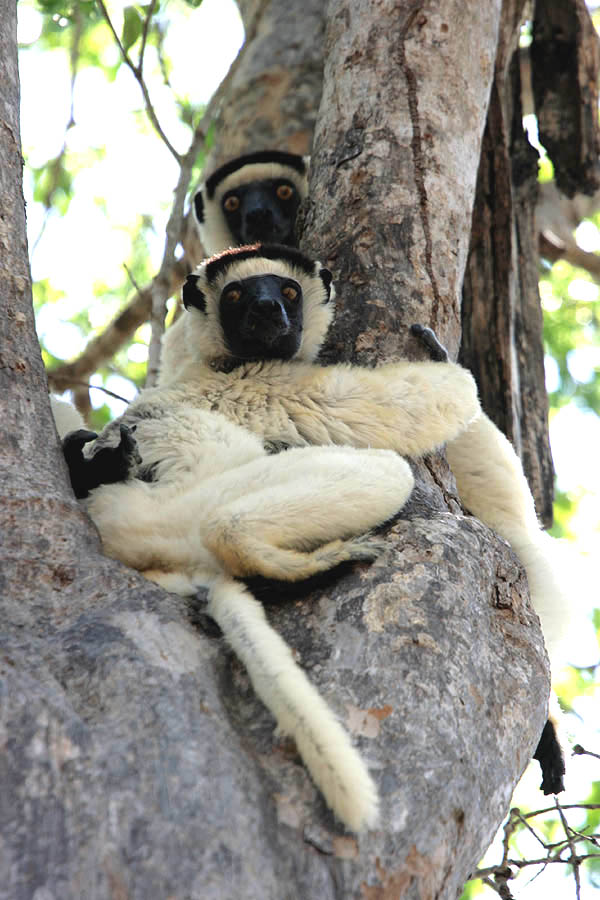
Una coppia di sifaka di Verreaux.

All'interno del parco vivono 6 differenti specie di lemuri, presenti con un'altissima densità.

La foresta di Kirindi è l'unico luogo in cui sia stato osservato l'elusivo lemure pigmeo-topo (Microcebus myoxinus), di abitudini notturne al pari di Mirza coquereli, altra specie presente nel parco.
Durante il giorno invece è facile incontrare il lemure dalla coda ad anelli (Lemur catta), il lepilemure dalla coda rossa (Lepilemur ruficaudatus), il sifaka di Verreaux (Propithecus verreauxi) ed il lemure bruno 
(Eulemur rufus).

Altri mammiferi che è possibile incontrare sono il votsovotsa (Hypogeomys antimena), un grosso roditore presente solo in questa riserva e in poche aree circostanti, ed il fossa (Cryptoprocta ferox), il principale predatore del Madagascar.
Numerose le specie di uccelli che popolano il parco; tra di essi meritano una menzione il fenicottero maggiore (Phoenicopterus roseus) e il fenicottero minore (Phoeniconaias minor), che formano colonie miste molto numerose nelle acque dei laghi Ambondro e Sirave; nello stesso habitat è possibile incontrare anche l'alzavola di Bernier (Anas bernieri) e il martin pescatore malachite del Madagascar (Corythornis vintsioides).
Tra gli anfibi si può citare la presenza di Dyscophus insularis, Laliostoma labrosum, Ptychadena mascareniensis, Boophis doulioti, Scaphiophryne brevis, Scaphiophryne calcarata.